# Исходный язык
В переводе исходный язык — это язык, с которого осуществляется перевод. Это антоним языка перевода, языка, на который осуществляется перевод.
Одна из трудностей перевода возникает из-за лексической лакуны между исходным языком и языком перевода. Поэтому возникает необходимость перевода, особенно, если это касается двух языков, принадлежащих к разным языковым семьям.
Во многих профессиональных областях исходный язык также является вторым языком переводчика. Процесс, как правило, начинается с полного и углублённого анализа текста оригинала на исходном языке до тех пор, пока не будет достигнуто его полное понимание, прежде чем приступить к самому выполнению перевода.
Для подтверждения достоверности перевода иногда осуществляется обратный перевод. Это означает, что текст переводится с исходного языка на язык перевода, а второй переводчик затем переводит перевод обратно на исходный язык. Два текста на исходном языке — оригинальный и обратный перевод — затем сравниваются для обнаружения несоответствий.